# Angola (Schiff, 1912)
Die Angola war ein Passagierschiff der portugiesischen Reederei Companhia Nacional de Navegação. Sie wurde im Dezember 1912 von der Societé Cockerill in Hoboken als Albertville an die Compagnie Belge Maritime du Congo in Antwerpen geliefert.

## Geschichte

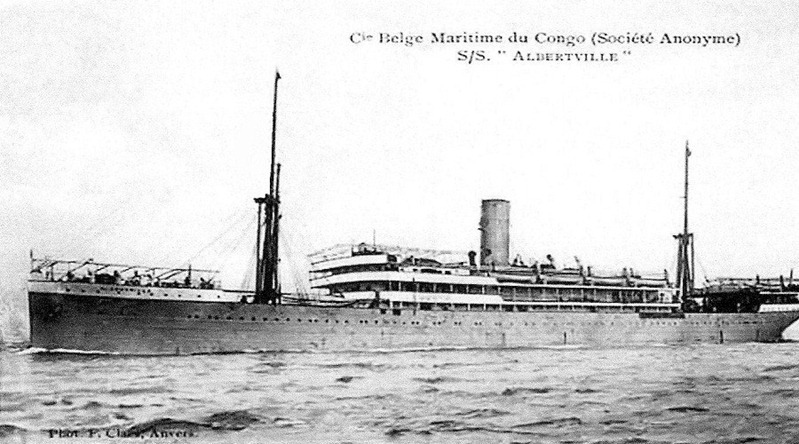
Die belgische Albertville

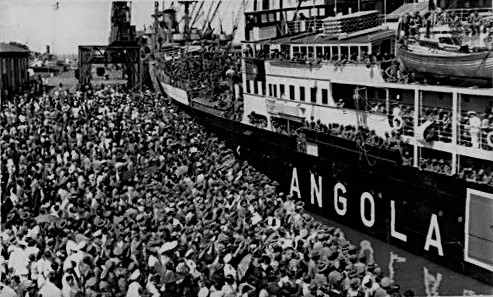
Die Angola in Mosambik vor ihrer Fahrt nach Timor (1945)

Von 1914 bis 1915 wurde die Albertville als Hospitalschiff genutzt. Am 24. April 1923 kaufte die Companhia Nacional de Navegação das Schiff und nannte sie in Angola um. Am 16. Juni wurde sie von Antwerpen nach Lissabon überführt. Die Angola hatte Luxuskabinen für zwölf Personen und „Semi-Luxuskabinen“ für 50. 123 Passagiere fanden Platz in der 2. Klasse, 136 in der 3. Klasse und 200 in der 4. Klasse. 150 Mann stellten die Besatzung.
Vom 11. Juli bis 30. August 1938 benutzten General Carmona, Präsident Portugals, und Kolonialminister Francisco José Vieira Machado die Angola für eine Dienstreise in die Kolonien São Tomé und Príncipe und Angola. 1939 fuhr die Angola das erste Mal über den Atlantik nach Brasilien. Im Zweiten Weltkrieg wurde die Angola von einem deutschen Kriegsschiff auf offener See gestoppt und durfte erst nach 24 Stunden ihre Reise fortsetzen. Am 4. Mai 1941 nahm die Angola bei den Kapverdischen Inseln 43 Überlebende des vom deutschen U-Boot U 103 versenkten britischen Frachters Wray Castle auf. Im August 1942 rettete die Angola 89 Überlebende von zwei versenkten britischen Schiffen und brachte sie nach Lourenco Marques.

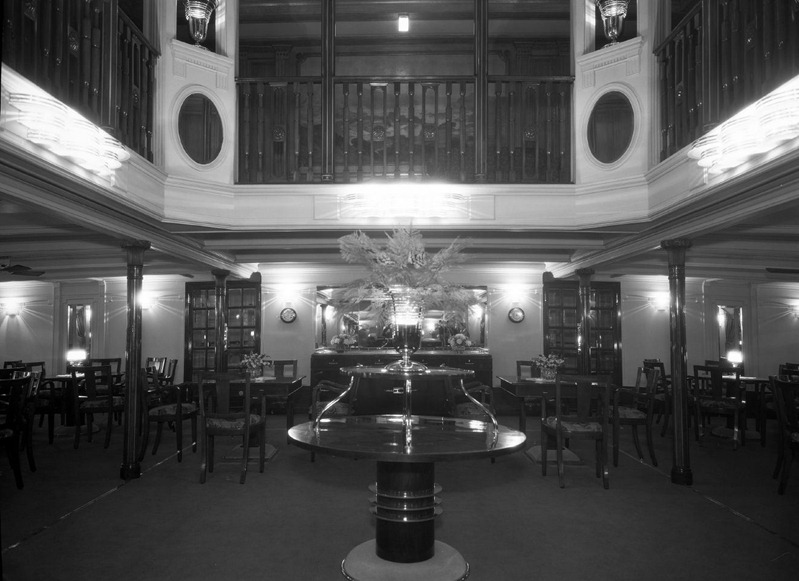
Auf der Angola in den 1930er-Jahren

Am 3. September 1945 verließ die Angola als Truppentransporter Lourenco Marques, um Soldaten nach Portugiesisch-Timor zu bringen. Die Kolonie war von den Japanern während der Schlacht um Timor von 1943 bis 1945 besetzt worden. Nach der Kapitulation Japans gegenüber den Alliierten übernahm Portugal wieder die Kontrolle über seine Kolonie. Am 27. September trafen die portugiesischen Kriegsschiffe Bartolomeu Dias und Gonçalves Zarco in Dili ein. Zwei Tage später erreichte die Angola die koloniale Hauptstadt. Neben 2000 Soldaten (Infanterie, Pioniere und Artillerie) brachten die Schiffe Nahrungsmittel und Baumaterial. Am 27. November brachte die Angola nach Australien 562 evakuierte Portugiesen nach Dili zurück. Danach kehrte die Angola nach Lissabon zurück, wo sie am 15. Februar 1946 ankam. Mit an Bord waren portugiesische Zivilisten, die in das Mutterland zurück wollten.
1946 wurde das Schiff in Nova Lisboa umbenannt, dem kolonialen Namen der angolanischen Stadt Huambo, um den Schiffsnamen Angola für das nächste Schiff freizumachen. Weitere vier Jahre fuhr die Nova Lisboa nach Afrika und einmal nach Mittelamerika. 1950 wurde das Schiff an die British Iron & Steel Corporation verkauft und im Juli 1950 als Bisco 3 zum Abbruch zur Hughes Bolckow Shipbreaking Company in Blyth gebracht.

## Namensgleiche Schiffe
Das erste portugiesische Schiff mit Namen Angola fuhr für die „Empreza Nacional de Navegação“. Es war 1881 zu Wasser gelassen worden und bis 1909 im Dienst. Die zweite Angola wurde 1906 in Liverpool gebaut, 1911 von der Empreza Nacional de Navegação gekauft und bis 1917 in Verwendung. Ihr folgte die 1912 gebaute Angola und schließlich die Angola von 1948.